# 菲氏墨頭魚
菲氏墨頭魚（学名：Garra phillipsi）为輻鰭魚綱鯉形目鲤科的其中一種，分布於亞洲斯里蘭卡，為特有種，體長可達10公分，棲息在岩石激流區，屬草食性，以藻類為食。